# Нидерланды на Европейских играх 2015
Нидерланды на I Европейских играх, которые прошли в июне 2015 года в столице Азербайджана, в городе Баку, была представлена 120 спортсменами в 18 видах спорта..

## Медали
| Серебро |              |                         |         |
| №       | Спортсмены   | Вид спорта (дисциплина) | Дата    |
| 1       | Рахел Кламер | Триатлон (женщины)      | 13 июня |

| Медали по видам спорта | Медали по видам спорта | Медали по видам спорта | Медали по видам спорта | Медали по видам спорта |
| ---------------------- | ---------------------- | ---------------------- | ---------------------- | ---------------------- |
| Вид спорта             | 1                      | 2                      | 3                      | Итого                  |
| Триатлон               | 0                      | 1                      | 0                      | 1                      |
| Всего                  | 0                      | 1                      | 0                      | 1                      |

## Состав команды
Маунтинбайк
- Михел ван дер Хейден

 Карате
- Морено Шеппард

 Триатлон
- Майке Калерс
- Рахел Кламер

## Результаты

### Велоспорт

#### Маунтинбайк
Соревнования по маунтинбайку проводилились в построенном специально для игр велопарке. Дистанция у мужчин составляла 36,7 км, а у женщин 27,9 км.
Мужчины
| Соревнование | Спортсмены           | Результат | Место | Отставание |
| ------------ | -------------------- | --------- | ----- | ---------- |
| Кросс-кантри | Михел ван дер Хейден | DNF       | —     | —          |

### Карате
Соревнования по карате проходили в Бакинском кристальном зале. В каждой весовой категории принимали участие по 8 спортсменов, разделённых на 2 группы. Из каждой группы в полуфинал выходили по 2 спортсмена, которые по системе плей-офф разыгрывали медали Европейских игр.
Мужчины
| Соревнование | Спортсмены     | Групповой этап       | Групповой этап         | Групповой этап      | Групповой этап | 1/2 финала           | Финал                | Итоговое место       |
| Соревнование | Спортсмены     | 1 поединок           | 2 поединок             | 3 поединок          | Место          | 1/2 финала           | Финал                | Итоговое место       |
| ------------ | -------------- | -------------------- | ---------------------- | ------------------- | -------------- | -------------------- | -------------------- | -------------------- |
| Свыше 84 кг  | Морено Шеппард | Группа A             | Группа A               | Группа A            | Группа A       | Завершил выступление | Завершил выступление | Завершил выступление |
| Свыше 84 кг  | Морено Шеппард | Й. Хорне (GER) П 0:3 | С. Битевич (SRB) П 0:1 | Ф. Рейш (POR) В 4:0 | 3              | Завершил выступление | Завершил выступление | Завершил выступление |

### Триатлон
| Соревнование | Спортсмены   | Плавание | Смена | Велоспорт | Смена | Бег   | Итоговое время | Место | Отставание |
| ------------ | ------------ | -------- | ----- | --------- | ----- | ----- | -------------- | ----- | ---------- |
| Женщины      | Рахел Кламер | 20:16    | 0:53  | 1:04:06   | 0:34  | 35:55 | 2:01:44        | 2     | +1:16      |
| Женщины      | Майке Калерс | 22:02    | 0:47  | 1:05:03   | 0:26  | 36:28 | 2:04:46        | 12    | +4:18      |